# Arctia allardi
Arctia allardi är en fjärilsart som beskrevs av Charles Oberthür. Arctia allardi ingår i släktet Arctia och familjen björnspinnare. Inga underarter finns listade i Catalogue of Life.